# اوژن سوم

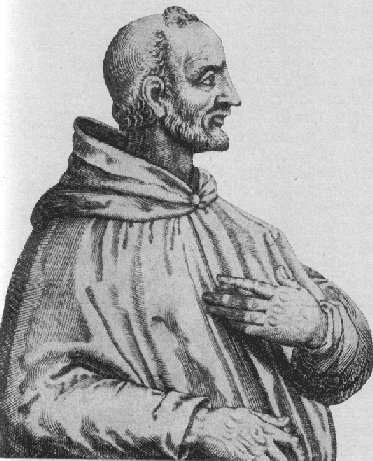
پاپ اوژن سوم

پاپ اوژن سوم ((به لاتین: Eugenius III): اِئوگِنیوس سوم) (تاریخ درگذشت ۸ ژوئیه۱۱۵۳) یکی از پاپ‌های کلیسای کاتولیک رم بود که در توسکانی به دنیا آمد و از ۱۱۴۵ تا ۱۱۵۳ میلادی پاپ بود.